# Itbayat
Itbayat ist die nördlichste philippinische Stadtgemeinde. Sie gehört zur Provinz Batanes. Am 1. August 2015 hatte die Gemeinde 2867 Einwohner. Zum Verwaltungsgebiet der Gemeinde gehören außer Itbayat Island noch weitere fünf benannte Inseln, die mit einer Ausnahme alle nördlich der Hauptinsel liegen und deshalb die nördlichsten Inseln der Philippinen sind, sowie einige kleine unbenannte Nebeninseln und Felsen. Die Inseln von Nord nach Süd:
- Y'Ami Island
- North Island
- Mabudis Island
- Maysanga (Misanga)
- Siayan Island (Stayan)
- Diogo Island

## Barangays
| Die Gemeinde Itbayat gliedert sich in fünf Baranggays (Bevölkerung zur Volkszählung 2000 in Klammern) - Raele (Süden) (480) (mit der Insel Diogo) - San Rafael (Idiang) (Westen) (754) - Santa Lucia (Kauhauhasan) (Osten) (737) - Santa Maria (Marapuy) (Nordwesten) (601) (mit den Inseln Y'Ami Island, North Island, Mabudis, Maysanga und Siayan) - Santa Rosa (Kaynatuan) (Nordosten) (1044) |